# AMAPOLA
「AMAPOLA」（アマポーラ）は日本の歌手、沢田研二の43枚目のシングルである。
1984年9月25日にポリドール・レコードより発売された。

## 背景
表題曲「AMAPOLA」は、元来1920年代から存在するスタンダード・ポップスであり、原曲はスペイン出身でアメリカ合衆国に移住したホセ・ラカジェによるスペイン語の曲「アマポーラ」だが、アルバート・ゲイムスがそれを英訳したものを元に湯川れい子によって後半の日本語詞が書き下ろされた。なお、原詞は愛する女性をヒナゲシに見立てた抒情詩だが、英訳詞に表れるPOPPYとはケシの花のことで、アヘンの暗喩となっている。
ポリドールからの最後のリリースとなった作品で（同時に渡辺プロダクション在籍最後の作品でもある）、オリジナルアルバムには収録されていない。B面の「CHI-SEI」はアルバム『JULIE SONG CALENDAR』（1983年）からのリカット。また、プライベートレーベルとして使われたジュリーレーベルは、後にインディーズレーベルとなる。なお、沢田のバックバンドを務めてきたエキゾティクスはこの時期すでに解散しており、演奏は東京フィルハーモニー交響楽団が担当した。
この作品は、沢田研二にとって一つの節目と言われる。デビュー以来所属していた渡辺プロとの離別の決意を固め、紅白歌合戦でこの作品の演出を手掛けた大輪茂男と共に独立を果たした。

### メディアでの使用
映画『ワンス・アポン・ア・タイム・イン・アメリカ』のイメージソングであり、国内向け予告編でBGMとして使用された。ジャケット写真のモデルは同作の出演者であるジェニファー・コネリーで、映画の一場面である（沢田は一切写っていない）。また、沢田が出演した資生堂のヘアケア商品 ″YouCan″ のCMソングにもなっている。

## 収録曲
1. AMAPOLA（アマポーラ）
  - 作詞：ALBERT GAMSE／日本語詞：湯川れい子／作曲：JOSEPH M.LACALLE／編曲：青木望
2. CHI SEI（君は誰）
  - 作詞：アレッサンドラ・ムッソリーニ／作曲：沢田研二／編曲：吉田建